# Peter F. Hamilton
Peter F. Hamilton (n. 2 martie 1960, Rutland, Anglia, Regatul Unit) este un scriitor science fiction britanic. Este cunoscut pentru creațiile sale din genul space opera. La publicarea celui de-al zecelea roman în 2004, operele sale se vânduseră în peste două milioane de exemplare pe întreg globul.

## Biografie
Peter F. Hamilton s-a născut în Rutland, Anglia pe 2 martie 1960. Nu a mers la facultate, declarând într-un interviu: "La școală, am învățat științe până la optsprezece ani, iar literatura engleză nu m-a mai interesat de la șaisprezece. Pur și simplu nu eram preocupat de asta la vremea aceea." 
În 1987 a început să scrie și a vândut prima povestire revistei Fear, în 1988. Primul său roman, Mindstar Rising, a fost publicat în 1993, fiind urmat de A Quantum Murder și The Nano Flower. După aceasta s-a concentrat pe o space opera complexă, trilogia Zorii nopții. Din 2008 încă mai locuiește în Rutland, împreună cu soția Kate, fiica Sophie și fiul Felix.

## Stil
Peter F. Hamilton folosește în general un stil curat, prozaic. Abordarea genului space opera este caracterizată prin modul în care trece de la un personaj la altul - deseori sunt două sau trei personaje principale, separate între ele, dar ale căror drumuri ajung să se întretaie. Unele dintre temele comune scrierilor sale sunt tinerii precoci din punct de vedere sexual, politica, religia și conflictul armat.
Din punctul de vedere al criticii, Hamilton este deseori pus alături de Alastair Reynolds, Stephen Baxter, Ken MacLeod și alți autori de space opera din Marea Britanie.

## Cărți de referință

### TrilogiaGreg Mandel(1993–1995)
Hamilton s-a remarcat prima dată la mijlocul anilor '90 cu trei romane în care apărea detectivul psihic Greg Mandel. Desfășurându-se într-o viitor apropiat, în care oamenii au fost alungați sub pământ de încălzirea globală și un guvern comunist, cărțile descriu o societate britanică a cărei reconstrucție începe cu ajutorul producției de tehnologie avansată. Cărțile sunt un amestec de speculații științifice, politice și sociale, cărora li se alătură elemente de ficțiune polițistă. Atât cărțile, cât și Hamilton, au fost ținta criticilor din cercurile literare SF din Marea Britanie pentru portretizarea foarte puțin atrăgătoare făcută unui guvern britanic de stânga.
Hamilton a declarat în SFX Magazine că a ales acel cadru pentru cărțile sale pentru a-i face pe oameni să se gândească și să renunțe la ideile preconcepute, atrăgând atenția că ar fi fost prea ușor să spună că fostul guvern rău era unul fascist.

### TrilogiaZorii nopții(1996–1999)
După romanele despre Greg Mandel, Hamilton a scris o space opera în trei volume, cunoscută ca Trilogia Zorii nopții. Fiecare din cele trei cărți are peste o mie de pagini și nu este un roman de sine stătător. Acțiunea trilogiei se petrece într-un univers bogat în lumi și colonii orbitale artificiale. Acțiunea se învârte în jurul revenirii la viață a sufletelor celor morți, dintr-o "viață de apoi" de iad, pentru a poseda trupurile celor vii și a ripostei acestora din urmă. A fost urmată de The Confederation Handbook, o carte care conține informații despre universul trilogiei. Hamilton a aranjat ulterior unele dintre povestirile lui mai vechi pentru a se potrivi în cronologia universului Confederației, publicându-le în culegerea A Second Chance at Eden alături de o nuvelă nouă.

### Fallen Dragon (2001)
Următorul roman, Fallen Dragon, constituie, în multe privințe, o condensare a ideilor și stilului (chiar și a personajelor) din trilogia Zorii nopții, dar într-o notă mai întunecată. Cartea prezintă o societate corporatistă dominată de cinci mega-corporații care au puteri aproape nelimitate, descriind o campanie militară problematică de "strângere de bunuri" pe o colonie minoră, văzută prin ochii unui mercenar veteran. Unul dintre aspectele interesante ale cărții este descrierea neconvențională a unei societăți care colonizează spațiul cosmic fără a fi capabilă să descopere o metodă convenabilă de călătorie interstelară și ai cărei oameni au probleme în a se adapta la condițiile lipsei de gravitație.

### Saga Commonwealth / Misspent Youth (2002–2005)
Misspent Youth este mai scurt decât romanele seriei Zorii nopții sau decât Fallen Dragon și descrie tot un viitor apropiat al Marii Britanii (diferit de cel din trilogia Greg Mandel), privind fenomenul integrării europene prin prisma unui "eurosceptic". A fost cartea primită cel mai puțin bine, poate pentru că a fost prima tentativă a lui Hamilton de a aprofunda personajele, sau pentru că mare parte a cărții se ocupă de descrierea scenelor de sex, ceea ce a determinat ca multe dintre personaje (mai ales femeile) să nu fie dezvoltate. În plus, multe dintre personaje prezintă inconsecvențe, ceea ce accentuează senzația de disconfort. Autorul Graham Joyce are o apariție episodică în carte.
Misspent Youth are loc în același univers ca și Saga Commonwealth, deși nu se integrează în cronologie. Mare parte din tehnologia folosită în aceste romane este descrisă aici.
Saga Commonwealth a fost publicată în două părți, apărute în limba română sub același titlu, dar în volume diferite Steaua Pandorei (prima parte, în două volume) și Steaua Pandorei: Judas unchained (a doua parte, în două volume). Acțiunea se petrece cu aproximativ 300 de ani mai târziu decât cea din Misspent Youth și explorează efectele sociale ale eliminării aproape complete a experienței morții, folosind tehnica întineririi din Misspent Youth. Într-un stil similar celui din Zorii nopții, Hamilton descrie în detaliu un univers cu un mic număr de specii extraterestre care interacționează în general pașnic și care se trezesc brusc puse în fața unei amenințări externe crescânde.

### Trilogia Golului (2007–2010)
Petrecându-se în același univers ca și Saga Commonwealth, Trilogia Golului are loc la 1200 de ani după evenimentele relatate în Steaua Pandorei. Contractul, anunțat în august 2005, prevedea finalizarea seriei până în 2011. Lansarea primei cărți, Golul visător, a avut loc pe 3 august 2007, iar Hamilton a scris o cronologie care leagă Saga Commonwealth cu Trilogia Golului, umplând diferența de 1200 de ani dintre ele.
A doua carte a trilogiei, The Temporal Void, a fost lansată în 2008, iar a treia în 2010.
- Golul visător (The Dreaming Void) 2007
- Golul temporal (The Temporal Void) 2008
- Golul evolutiv (The Evolutionary Void) 2010

### Trilogia Greg Mandel
- Mindstar Rising (1993), ISBN 0-330-32376-8
- A Quantum Murder (1994), ISBN 0-330-33045-4
- The Nano Flower (1995), ISBN 0-330-33044-6

### Universul Confederației

#### TrilogiaZorii nopții
- The Reality Dysfunction (1996) - publicat în două volume în Statele Unite: Emergence și Expansion

ro. Disfuncția realității (3 vol.) (Traducere Mihai-Dan Pavelescu) - Editura Nemira 2009
- The Neutronium Alchemist (1997) - publicat în două volume în Statele Unite: Consolidation și Conflict

ro. Alchimistul neutronic (3 vol.) (Traducere Mihai-Dan Pavelescu) - Editura Nemira 2011
- The Naked God (1999) - publicat în două volume în format broșat în Statele Unite: Flight și Faith; formatul cartonat a fost într-un singur volum

ro. Zeul adormit (3 vol.) (Traducere Gabriel Stoian) - Editura Nemira 2013

#### Alte cărți din universul Confederației
- A Second Chance at Eden (1998, culegere de povestiri a căror acțiune se desfășoară în universul Confederației), ISBN 0-330-35182-6
- The Confederation Handbook (2000, un ghid în stil non-ficțiune a universului din trilogia Zorii nopții), ISBN 0-330-39614-5

### Universul Commonwealth
- Misspent Youth (2002), ISBN 0-330-48022-7

#### Saga Commonwealth
- Pandora's Star (2004), ISBN 0-330-49331-0

ro. Steaua Pandorei (2 vol.) - Editura Tritonic 2007, ISBN 978-973-733-141-0 și 978-973-733-142-7
- Judas Unchained (2005), ISBN 0-330-49353-1

ro. Steaua Pandorei: Judas unchained (2 vol.) - Editura Tritonic 2008-2009, ISBN 978-973-733-259-2 și 978-973-733-273-8,

#### Trilogia Golului
- The Dreaming Void (2007), ISBN 9781405088800

ro. Golul visător - editura Nemira, 2014
- The Temporal Void (2008), ISBN 9781405088831
- The Evolutionary Void (lansare în august 2010), ISBN 9780345496577

### Alte romane
- Fallen Dragon (2001), ISBN 0-330-48006-5

### The Chronicle of the Fallers
- The Abyss Beyond Dreams (2014), ISBN: 978-0-345-54719-4
- Night Without Stars (2016), ISBN: 978-0230769496 (UK), ISBN: 978-0-345-54722-4 (US)

### The Queen of Dreams (2014–2017)
- The Secret Throne (2014), ISBN: 0-857-53381-9
- The Hunting of the Princes (2016)
- A Voyage Through Air (2017)

### Salvation Sequence (2018–2020)
- Salvation (2018), ISBN: 978-0399178764
- Salvation Lost (2019), ISBN: 978-0399178856
- The Saints of Salvation (2020), ISBN: 978-0399178887

### Arkship Trilogy (2021–)
- A Hole In the Sky (2021), ISBN: 978-1705245286
- The Captain’s Daughter (2022), ISBN:  978-1705245309
- Queens Of An Alien Sun (2022), ISBN:  978-1705245323

### Interviuri
- 1995: "From Rutland to the Universe"
- 1996: "ConFuse 96 Guest of Honour Interview"
- 1997: "Big is Beautiful"
- 2004: "Interview with a dystopian"
- 2007: "Interview with Pat's Fantasy Hotlist"
- 2008: Master of his Universe, The Guardian, 24 septembrie 2008